# Stefan Cieśla
Stefan Cieśla (ur. 11 września 1955 we Wrocławiu) – polski prawnik i menadżer, promotor koncepcji chmury obliczeniowej. W latach 80. był działaczem NSZZ Solidarność Uniwersytetu Wrocławskiego oraz współzałożycielem – członkiem Ogólnopolskiego Komitetu Założycielskiego i działaczem Niezależnego Zrzeszenia Studentów – NZS.

## Życiorys
Ukończył studia na Wydziale Prawa i Administracji Uniwersytetu Wrocławskiego i rozpoczął pracę jako asystent w Zakładzie Prawa Finansowego tego samego uniwersytetu. Na początku lat 90. był dyrektorem departamentu prawnego Ministerstwa Łączności, między innymi reformował rynek usług telekomunikacyjnych. W 1992 przeniósł się do branży bankowej.

## Chmura obliczeniowa
Cieśla specjalizuje się obecnie w zagadnieniach prawnych związanych z chmurą obliczeniową. Jest współautorem pierwszego polskiego raportu na ten temat, który współtworzył z dr. Thomasem Helbingiem i firmą informatyczną Asseco. Angażuje się również w liczne konferencje i inicjatywy edukacyjne związane z tym trendem informatycznym.

## Bankowość
W latach 1992–1994 wniósł znaczący wkład w tworzenie Polskiego Banku Rozwoju, zaś w 1994 roku jako specjalny wysłannik NBP został przewodniczącym Zarządu Komisarycznego w Banku Posnania, który upadł w związku z machinacjami finansowymi jego właścicieli, związanych z Elektromisem i Mariuszem Świtalskim.
Był również odpowiedzialny za inną głośną likwidację w sektorze bankowym: w 1999 roku został przewodniczącym Zarządu Komisarycznego w Banku Staropolskim, doprowadzonym do bankructwa przez biznesmena Piotra Bykowskiego. Według raportu „Polityki” z maja 2000 roku, występował tam jako zaufany współpracownik Zygmunta Solorza.
W następnych latach Cieśla zasiadał w zarządach i radach nadzorczych kilku innych instytucji (m.in. Invest-Bank S.A. oraz TUŻ Polisa Życie S.A.), a zarazem rozpoczął prowadzenie kancelarii prawnej. Zarówno w swojej praktyce menadżerskiej, jak i prawniczej, specjalizuje się m.in. w zagadnieniach związanych z informatyką – w początkach lat 2000 uznawany był wręcz za pioniera innowacyjnych rozwiązań w sektorze finansowym. W latach 2004–2011 związany z Grupą Polsat jako doradca prezesa zarządu.

## Reforma Służby Zdrowia
Cieśla od końcówki lat 90. zaangażowany jest w prace nad reformami w służbie zdrowia. Współtworzył Kasy Chorych, zaś w 2004 roku był głównym doradcą prawnym zespołu prof. Religi, pracującego nad obywatelskim projektem reformy NFZ.